# 哈拉加烏利市鎮
哈拉加烏利市鎮，是格魯吉亞中西部伊梅雷蒂大区的市镇，行政中心为哈拉加烏利。市镇面積为914平方公里，2014年人口数量为19,473人，人口密度每平方公里21人。